# Kramkowo Lipskie
Kramkowo Lipskie – wieś sołecka w Polsce położona w województwie mazowieckim, w powiecie ostrowskim, w gminie Nur.
W latach 1975–1998 miejscowość administracyjnie należała do województwa łomżyńskiego.
Wierni Kościoła rzymskokatolickiego należą do parafii św. Jana Apostoła w Nurze.

## Historia
Pierwszy zapis o wsi, zwanej wtedy Chechłowo, pochodzi z 1414 r. Chechło oznaczało mokradło, podmokłą łąkę. W 1438 r. wzmiankowano Cramkowo alias Czechlowo. Nazwa Cramkowo pochodzi od słów: kram, stragan. W XV w. miana te funkcjonowały wymiennie.
W XVI w. obok siebie istniały dwie wsie: Kramkowo i Kramkowo Białe.
Spis podatkowy z roku 1578 wymienia dziedziców wsi: Adama, Alberta i Trojana z bracią. Powierzchnia gruntów rolnych we wsi wynosiła 18 włók. Później Kramkowo było wsią zaściankową, w której mieszkali drobni szlachcice z okolicznych zaścianków. W XVII w. dominującą rolę we wsi osiągnęli Lipscy herbu Pobóg z Lipy. W 1685 r. w czasie procesu sądowego w Ciechanowcu wymieniony Jakub Lipski z Kramkowa syn Marcina. Spis właścicieli ziemskich z roku 1784 wymienia dziedziców wsi: Lipskich, Godlewskich, Murawskich, Tymińskich.
W II połowie XVIII w. arendarzami tutejszej karczmy byli m.in.:
- 1776 - Boruch Leybowicz
- 1781 - Idźko Samsonowicz z żoną Brumą
- 1792 - Abram Moszkowicz
- 1793 - Litman Szmulowicz
- 1795 - Libman z żoną Feygą[9]

W roku 1827 w Kramkowie w 18 domach żyło 135 mieszkańców.
W pierwszej połowie XIX w. dziedziczyli tu przeważnie Lipscy. Do nazwy wsi dodano drugi składnik: Lipskie. Pod koniec XIX w. we wsi należącej do parafii i gminy Nur było 30 domów i mieszkało 228 osób. W 1891 r. miejscowość zamieszkiwało 33 drobnoszlacheckich gospodarzy, użytkujących 371,00 ha. ziemi.
W czasie walk z I wojny światowej w pobliżu wsi zginęło wielu żołnierzy rosyjskich i niemieckich. Pochowano ich na pobliskim wojennym cmentarzu.
Według spisu powszechnego z roku 1921 we wsi 42 domy i 225 mieszkańców.

## Historia szkolnictwa
Jednoklasowa szkoła powszechna o jednym nauczycielu istniała w Kramkowie przed II wojną światową. Szkoła 1. klasowa posiadała najczęściej 4 oddziały. Nauka trwała w zasadzie siedem lat, przy czym trzeci oddział trwała dwa, a IV trzy lata. W 1922 roku szkoła liczyła 34 uczniów, w 1923 – 35, w 1924 – 25, w 1925 – 33. W 1930 szkoły nie było.